# Фенилсилатран
Фенилсилатран (C6H5Si(OCH2CH2)3N) — кристаллическое гетероциклическое соединение, содержащее гетероатомы кремния, азота и кислорода, относящееся к группе силатранов. 

## Получение
Получают конденсацией фенилполисилоксанола с триэтаноламином.

## Токсичность
Высоко токсичен. Летальная доза около 1 мг/кг. Блокирует ГАМКА-рецепторы, что провоцирует судороги.